# Jan Lauschmann
Jan Lauschmann (né le 1er avril 1901 à Raudnitz-sur-l'Elbe et mort le 1er janvier 1991  à Brno) est un photographe et un chimiste tchécoslovaque.

## Biographie
Jan Lauschmann commence son activité de photographe au début des années 1920. Il exerce comme photographe surtout au cours des années 1920 et 1930, avant de se consacrer essentiellement à ses activités scientifiques et universitaires.

## Œuvre
Rejetant les formes décoratives d'avant-guerre, telles que l'Art nouveau ou le symbolisme, Jan Lauschmann est l'un des fondateurs de la photographie tchèque moderne. Il est un partisan des vues de Drahomír Josef Růžička (cs), photographe tchèque installé aux États-Unis, introducteur dans le monde tchèque des idées du groupe Photo-Secession fondé par Alfred Stieglitz. Ses photographies relèvent dans un premier temps de l'esthétique de l'impressionnisme, avant de se rapprocher du mouvement de la Nouvelle Objectivité et du constructivisme.